# Керол Генкс Окамп
Керол Генкс Окамп (англ. Carol Hanks Aucamp; нар. 2 квітня 1943) — колишня американська тенісистка.
Найвищу одиночну позицію світового рейтингу — 5 місце досягла 1964 року.
Найвищим досягненням на турнірах Великого шолома був фінал в парному розряді.

## Фінали турнірів Великого шолома

### Мікст (1 поразка)
| Результат | Рік  | Турнір             | Покриття | Партнерка   | Суперниці                 | Рахунок  |
| --------- | ---- | ------------------ | -------- | ----------- | ------------------------- | -------- |
| Поразка   | 1966 | U.S. Championships | Трава    | Ед Рубінофф | Донна Флойд Овен Девідсон | 1–6, 3–6 |